# 森田仲造
森田 仲造（もりた なかぞう、1856年（安政3年）11月3日 - 1927年（昭和2年）6月13日）は、下野国壬生藩（現在の栃木県）出身の人物。元壬生藩士。陸軍伍長。

## 人物
1856年（安政3年）、壬生藩士で国学を学んでいた父･森田甚九郎の長男として生まれる。
明治4年に、一度栃木町（現在の栃木市）に転居。
壬生藩士時代は、壬生藩に伝わる一刀流の剣術の師範であった。
下野国においての戊辰戦争では安塚の戦い・宇都宮城の戦いに官軍側として参戦。維新後は日清戦争などに参戦する。旧帝国陸軍での軍位は伍長。
同じ壬生藩出身で、後に陸軍での功績により勲五等を受けた森田藤三郎は実弟にあたる。
1927年（昭和2年）、日光市にて死去。70歳没。